# 이언 크로커
이언 로웰 크로커(영어: Ian Lowell Crocker, 1982년 8월 31일 ~ )는 미국의 수영 선수이다. 2000년, 2004년, 2008년 올림픽 금메달 수상자이며, 접영 세계 기록 보유자이다.

## 수영 경력
크로커는 2005년 몬트리올 세계 수영 선수권 대회에서 2개의 금메달을 땄다.

### 2000-2001
크로커는 2000년 시드니 하계 올림픽에서 400m 혼계영 팀의 일원이었으며 100m 접영에서 간신히 동메달을 땄다.
크로커는 2001년 세계 수영 선수권 대회 100m 접영에서 라르스 프뢸란데르에 이어 은메달을 땄다.

### 2003년 세계 수영 선수권 대회
크로커는 2003년 세계 수영 선수권 대회에서 총 3개의 메달을 땄다. 크로커는 50m 접영에서 세계 기록을 세운 오스크레일리아 선수 매트 웰시 뒤에서 은메달을 획득했다.

### 2004년 아테네 하계 올림픽
크로커는 2004년 아테네 하계 올림픽에서 400m 자유형 계주 팀의 일원으로 동메달을 땄다. 그는 100m 접영에서 동메달을 땄고 400m 혼계영에서 금메달을 땄다.

### 2005년 세계 수영 선수권 대회
크로커는 2005년 세계 수영 선수권 대회에서 총 3개의 메달을 땄다. 크로커는 50m 접영에서 세계 기록을 세운 남아프리카 공화국 선수 롤란트 쇠만 뒤에서 은메달을 땄다. 크로커는 100m 접영 결승전에서 자신의 세계 기록인 50.76을 깨고 금메달을 땄다.

### 2007년 세계 수영 선수권 대회
크로커는 2007년 세계 수영 선수권 대회에서 2개의 은메달을 땄다. 크로커는 50m 접영에서 쇠만 뒤에서 은메달을 땄다. 크로커는 100m 접영 결승에서 펠프스에 이어 2위를 했다.

### 2008년 베이징 하계 올림픽
크로커는 2008년 베이징 올림픽 400m 혼계영에서 금메달을 땄다.

## 개인 생활
크로커는 메인주 포틀랜드의 체베러스 고등학교에 다녔다.

## 같이 보기
- 올림픽 다관왕 목록
- 올림픽 수영 남자 메달리스트 목록
- 수영 접영 50m 세계 기록 추이
- 수영 자유형 100m 세계 기록 추이
- 수영 접영 100m 세계 기록 추이
- 수영 혼계영 400m 세계 기록 추이